# Vladimir Iakouchev
Vladimir Vladimirovitch Iakouchev ou Yakouchev (russe : Влади́мир Влади́мирович Я́кушев; né le 14 juin 1968) est un homme politique russe, représentant plénipotentiaire du président de la fédération de Russie pour le district fédéral de l'Oural, depuis le 9 novembre 2020.
Il a été auparavant ministre de la construction, du logement et des services communaux du 18 mai 2018 au 9 novembre 2020 et gouverneur de l'oblast de Tioumen de 2005 à 2018.
Il a le grade civil de conseiller d'État effectif de la fédération de Russie de 1re classe.

## Formation
Vladimir Iakouchev est né à Neftekamsk en 1968 dans la famille d'un chauffeur de poids-lourds. La famille déménage dans la nouvelle ville de Nadym lorsqu'il a sept ans et il  y est scolarisé. Il effectue son service militaire en 1986-1988. Il est diplômé de la faculté de droit de l'université de Tioumen en 1993.

## Carrière de banquier
Le 27 juin 1993, Iakouchev commence sa carrière comme conseiller juridique de la filiale de Yamal-Nenets de la Zapsibcombank (banque commerciale de la Sibérie de l'Ouest). Le 24 janvier 1995, il est directeur de cette filiale. En 1997, il est vice-président et directeur de la branche de Salekhard de la Zapsibcom et il est diplômé en économie de l'Université de Tioumen. Le 29 avril 1998, il devient président de la Zapsibcombank.

## Carrière politique

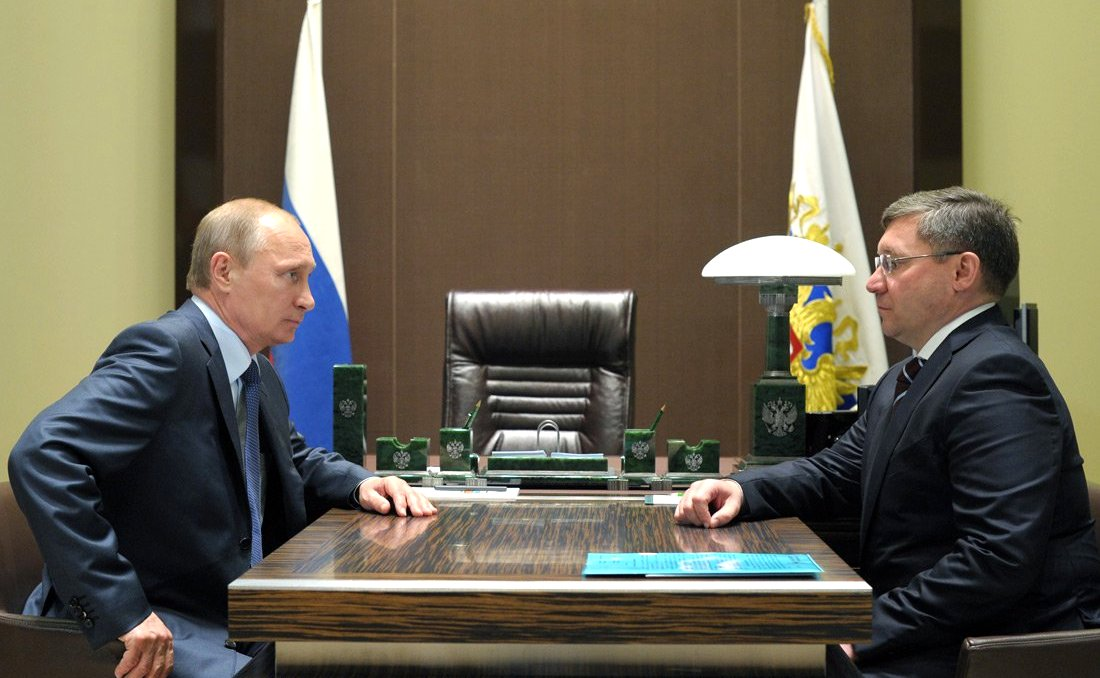
Vladimir Yakouchev et le Président Vladimir Poutine, le 13 mai 2014.

Vladimir Iakouchev est nommé vice-gouverneur de l'oblast de Tioumen. Il est maire-adjoint de Tioumen en mars 2005 et maire à partir du 21 mars 2005. Il devient gouverneur de l'oblast de Tioumen le 24 novembre 2005. Il est de nouveau nommé gouverneur le 2 octobre 2010. Le 14 septembre 2014, il est encore élu gouverneur pour un troisième mandat avec 87,3% des voix au premier tour.
Le 18 mai 2018, il est nommé ministre de la Construction, du Logement et des Services communaux dans le second gouvernement de Dmitri Medvedev. Il est prolongé à ce poste le 21 janvier 2020 dans le gouvernement de Mikhaïl Michoustine. Il quitte cette fonction le 9 novembre suivant  et il est nommé représentant plénipotentiaire du président de la fédération de Russie dans le district fédéral de l'Oural. Il est également membre non-permanent du Conseil de sécurité de Russie.
En septembre 2024, Iakouchev est élu à l'unanimité premier vice-président du Conseil de la fédération.

## Sanctions
En réponse à l'invasion de l'Ukraine par la Russie en 2022, le Bureau de contrôle des actifs étrangers du département du Trésor américain place Vladimir Iakouchev le 6 avril 2022 sur la liste des personnalités russes sanctionnées.

## Famille
Vladimir Iakouchev est marié avec Larissa Iakoucheva, née le 1er janvier 1963. Ils se sont mariés alors qu'ils étaient encore étudiants. Ils ont deux enfants, Pavel et Natalia.

## Distinctions
- Ordre de l'Honneur (2008)[10]
- Médaille de Nikolaï Ozerov (2013)[11]
- Médaille d'honneur « Pour mérites dans la protection des enfants de Russie » (2014)[12].